# Chasja Derori
Chasja Derori (hebr.: חסיה דרורי, ang.: Hasya Drori, ur. 1899 w Rosji, zm. 3 czerwca 1976) – izraelska polityk, w latach 1949–1951 poseł do Knesetu z listy Mapai.
W wyborach parlamentarnych w 1949 po raz pierwszy i jedyny dostała się do izraelskiego parlamentu.